# Qasigiannguit
Qasigiannguit (in danese: Christianshåb) è una città sulla Baia di Disko, in Groenlandia, appartenente al comune di Qeqertalik. La città fu fondata nel 1734 e la popolazione attuale (2005) è di 1.320 persone. La principale attività svolta è la pesca, specialmente quella dei gamberi.
Qasigiannguit fu anche a capo di un comune, il comune di Qasigiannguit. Questo comune fu istituito il 18 novembre 1950, e cessò poi di esistere dal 1º gennaio 2009 dopo la riforma che rivoluzionò il sistema di suddivisione amministrativa interna della Groenlandia; il comune di Qasigiannguit si fuse insieme ad altri 7 per formare il comune di Qaasuitsup, ora soppresso.
A Qasigiannguit è presente una squadra di calcio, Kugssak, prima Christanshåb Idraetsforening 70, che milita nel campionato groenlandese e ne ha vinte 3 edizioni: 1979, 1995, 2002.